# Predestinatie
Predestinatie of voorbeschikking is een religieus begrip, betreffende de relatie tussen het begin van alle dingen en het doel van deze dingen. 
De religieuze lading van het begrip onderscheidt het van ideeën zoals determinisme en vrije wil. De leer van de predestinatie betreft Gods besluit tot schepping en onderhoud van de schepping; ook de bestemming van ieder mens en de daarmee samenhangende uitverkiezing wordt tot de predestinatie gerekend.
Binnen de predestinatieleer zijn verschillende varianten te onderscheiden. Het meest gangbaar is de enkelvoudige predestinatie waarbij God alleen mensen heeft uitverkoren, maar er geen afzonderlijk besluit van God is waardoor mensen worden verworpen. Het calvinisme kent de dubbele predestinatie, het leerstuk dat God van tevoren heeft bepaald, welke mensen hij zal uitverkiezen en welke hij zal verwerpen. Twee varianten hiervan zijn het supralapsarisme en het infralapsarisme, die verschillen in hun visie op de logische orde van Gods besluiten tussen de predestinatie en de zondeval. Het supralapsarisme (super = voor) leert dat God eerst heeft besloten tot de predestinatie en daarna tot de zondeval. Het infralapsarisme (infra = na) leert dat God eerst heeft besloten tot de zondeval en daarna tot de predestinatie. Beide visies geloven dat God deze besluiten in de eeuwigheid heeft gemaakt, dus voordat God de wereld schiep. Herman Bavinck schreef in zijn Gereformeerde Dogmatiek: “Noch het supralapsarisme noch het infralapsarisme is in staat om de volle waarheid van de Schrift in zich op te nemen en ons theologisch denken te bevredigen.”

## Predestinatie en uitverkiezing
Hoewel de begrippen vaak als synoniemen worden gebruikt, hebben ze een verschillende betekenis. Met (uit)verkiezing wordt in de Bijbel bedoeld het selecteren van een volk (Israël), een stam uit dat volk, een persoon uit dat volk of een stad (Jeruzalem) tot een bepaald doel, een taak, een opdracht. (Hebreeuws: בָּחַר bachar; Grieks: ἐκλέγομαι eklegomai). Met predestinatie wordt bedoeld: van tevoren bepalen of bestemmen tot een doel. (Grieks: προορίζω proorizo).

## Uitverkiezing, wie en waartoe?
Eeuwenlang is aangenomen dat uitverkiezing inhoudt dat er personen uit de mensheid door God worden gekozen tot behoud. Er is echter geen bijbeltekst te vinden die dat bevestigt. Uitverkiezing gaat in de Bijbel altijd over Israël, over stammen of personen van Israël, over een stad van Israël en het heeft altijd te maken met een opdracht, een taak, een roeping. Zo is Israël uitverkoren om tot een licht voor de wereld te zijn. Uit Israël is namelijk de Messias, de Redder der wereld voortgekomen. De stam Levi is uitverkoren om te dienen in het heiligdom. David is uitverkoren tot koning van Israël. Jeruzalem is door God uitverkoren om de stad van de grote Koning te zijn, Paulus is uitverkoren tot apostel voor de heidenen, enzovoort. Maar van niemand staat geschreven dat hij of zij is uitverkoren tot het eeuwige leven.
Een tweede aanname is dat verwerping het tegenover van verkiezing is. Dat is in de Bijbel evenmin terug te vinden, tenzij teksten anders worden geïnterpreteerd dan wat ze bedoelen te zeggen. Niemand is 'van eeuwigheid' verworpen. Verwerping is het gevolg van het volharden (en daardoor verharden) in ongeloof.

## Irenaeus en Augustinus
De predestinatieleer is als christelijk thema nauw verbonden aan de verzoeningsleer. Deze houdt in dat Jezus, als de Christus, met zijn kruisdood plaatsvervangend boet voor de zonden van de mens. De Bijbelse teksten over de verzoening werden omstreeks 180 voor het eerst gesystematiseerd in een verzoeningsleer als basis van het christelijk geloof door bisschop Irenaeus. Voor Irenaeus was de betekenis van de verzoeningsleer in de allereerste plaats gelegen in de vergeving van de zonde. Het zoenoffer van Jezus zag hij als een uiting van Gods oneindige liefde voor de mens.
Ruim tweehonderd jaar na Irenaeus maakte Augustinus niet Gods liefde, maar de zondigheid van de mens tot kernpunt van de verzoeningsleer. Augustinus beschouwde de mens als door en door zondig. Volgens Irenaeus was Gods genade door het zoenoffer van Jezus voor iedereen beschikbaar. Maar Augustinus meende dat slechts zeer weinig mensen mochten rekenen op Gods genade. Augustinus stond op het standpunt dat de verlossing van de zonde door het zoenoffer van Jezus een onverdiende genade was, slechts geschonken aan enkele uitverkorenen. De rest van de mensheid is volgens hem reddeloos verloren, voor eeuwig. De genadebesluiten voor de redding van enkelen, zijn door God reeds aan het begin der tijden voor alle eeuwigheid vastgelegd, en daar valt voor een mens niets meer aan af te dingen, leerde Augustinus. De opvatting dat sommige mensen uitverkoren zijn om deelachtig te worden aan de genade door het zoenoffer van Jezus, en dat de mens zelf op die uitverkiezing geen invloed kan uitoefenen, heet sinds Augustinus de predestinatieleer.

## Herbevestiging persoonlijke vrijheid
Na Augustinus ontstond een langzame herbevestiging van de persoonlijke vrijheid. Die ontwikkeling voltrok zich vooral onder de katholieke mystici en de katholieke filosofen.
Zo nam de Brabantse mystica Hadewych (omstreeks 1250) bewust afstand van Augustinus. In een beschrijving van een van haar visioenen vertelt ze over haar aanvankelijke verbondenheid met Augustinus. Eerst, zegt ze, wilde ze ‘blijven in hem alleen’. Maar:
Ik wilde geen voldoening halen uit de zekerheid die me daar toen geopenbaard werd, namelijk één te zijn met Sint Augustinus. Want een vrij mens ben ik, op mijn manier puur. Ik ben in staat met mijn wil vrij te verlangen en mijn wil zo hoog te spannen als ik wil.
De ervaring van de mystieke eenwording met God heeft gevolgen, aldus ook de dominicaan Meister Eckhart (ca.1260-1328):
God is alle schepselen op gelijke wijze nabij. Gaat een mens over straat of wandelt hij door het veld, God maakt evenzeer zijn gezelschap uit als in de kerk, of op welk rustig plekje ook. Overal en in alle dingen wil Hij zich, voor zover het aan Hem ligt, aan de mens geven.
Een beweging naar herbevestiging van de persoonlijke vrijheid tegenover de predestinatieleer treffen we ook aan onder de katholieke filosofen. 
Thomas van Aquino (1225-1274) bracht de wilsvrijheid naar voren als een van de meest fundamentele kerkelijke leerstukken. Maar daarnaast bleef hij ook de predestinatie benadrukken. Ter verzoening van deze tegenstrijdige standpunten was hij gedwongen tot uiterst ingewikkelde redeneringen, die er niet altijd van overtuigen dat bij hem werkelijk het primaat op de vrije wil lag. Maar naar de intentie was zijn theologie een breuk met Augustinus, hoe voorzichtig ook geformuleerd. De mens heeft namelijk de vrijheid, zegt Thomas, de hem door God geboden genade te weigeren. Maar tegelijkertijd is Gods steun nodig voor de wil tot de genade.
De franciscaan Bonaventura (1217-1274) bracht de goede werken als verdienste tegenover God pas echt weer terug. Ze zijn weliswaar niet doorslaggevend, maar toch een voorbereiding op de genade, schreef hij.
Johannes Duns Scotus (1265-1308) benadrukte sterk de rol van de vrije wil. Hij sprak over ‘een persoonlijk ik’. De verwerkelijking van de wil is tegelijk de zelfverwerkelijking, en die vormt voor de mens de hoogste bevrediging. Duns Scotus zei zelfs dat de mens in de expressie van zijn ‘zo-heid’, dat is in zijn concrete individuele realiteit, deelnemer wordt aan het ‘wezen van het wezen’. Dat moge misschien klinken als geheimtaal (de teksten van Duns zijn uiterst moeilijk), maar het komt erop neer dat de mens in zijn wezen goed is, niet zondig zoals Augustinus beweerde, en dat de mens door die in hem aanwezige goedheid de eenheid met God zelf kan bewerkstelligen. Duns behandelde het uitverkoren of verworpen zijn in zijn Lectura I 40. Duns gebruikt de termen praedestinatio en praedestinatus voor respectievelijk "verkiezing" en "verkorene".
Door Willem van Ockham (1284-1347) werd de rol van de goede werken als voorwaarde tot 's mensen zaligheid zelfs geheel op de voorgrond gesteld. Ockham leerde dat de mens niet in zijn kern door de zondigheid is aangetast. Voor hem bestond de zonde alleen in de vorm van een afzonderlijke daad, die de wezenskern van de mens niet aantast.
En zo schoven de rooms-katholieke mystici en filosofen binnen de kaders van de kerk langzaam op in de richting van de persoonlijke vrijheid, met loslating van de predestinatieleer van Augustinus.
Het aspect van de predestinatie versus vrijheid zou later in de geschiedenis van het christendom nog tot veel polemiek leiden. Het werd een van de belangrijkste twistpunten tijdens de reformatie tussen enerzijds Calvijn  en Luther en anderzijds de Rooms-Katholieke Kerk. Rome leerde toen dat ook goede werken tot de verzoening in Christus kunnen leiden. Calvijn en Luther benadrukten, in navolging van Augustinus, dat alleen het geloof dat vermocht, en dat dan nog slechts voor de uitverkorenen. Zij meenden dat de kerk van Rome te ver was afgedreven van de predestinatieleer van Augustinus, en rechtvaardigden op grond daarvan de afscheiding door de protestanten van Rome. Calvijn vatte de nadruk die Augustinus legde op de zondigheid van de mens samen in zijn bekende uitspraak:
"De mens is onbekwaam tot enig goed en geneigd tot alle kwaad."

## Luther en Calvijn
Zowel Maarten Luther als Johannes Calvijn leerden de dubbele predestinatie: God heeft vooraf bepaald wie zalig wordt, maar ook wie niet zalig wordt. Luther deed dit in zijn bestrijding van de leer van de vrije wil in de jaren 1520, maar kwam later nauwelijks meer terug op dit dogma. Hij heeft het niet verder uitgewerkt, maar heeft er ook nooit afstand van genomen. Onder invloed van zijn leerling Philipp Melanchthon verdween de leer van de dubbele predestinatie echter uit de lutherse theologie.
Calvijn was jurist en schreef uitvoeriger over dit leerstuk. Hij noemde de dubbele predestinatie een decretum horribile ofwel huiveringwekkend besluit, omdat hierin ook de verwerping van sommige mensen was besloten. In de Nederlandse Republiek vormde de predestinatie in de 17e eeuw het grote geschilpunt tussen de remonstranten, die de predestinatie interpreteerden als een verkiezing van personen met voorgezien geloof en goede werken, en de contraremonstranten, die een strengere interpretatie van de predestinatie voorstonden. Bij de Synode van Dordrecht (1618 - 1619) werd de mening van de contraremonstranten doorgezet, die nu nog steeds de basis van de gereformeerde leer in Nederland vormt.
Het geloof in predestinatie vloeit voort uit de leer van de soevereiniteit van God (aldus Calvijn). De positieve opvatting van de predestinatie kan ten diepste alleen plaatsvinden bij degenen, die van Godswege verzekerd zijn van hun verkiezing. Negatieve opvattingen over de predestinatie kunnen resulteren in fatalisme of lijdelijkheid, ook wel hypercalvinisme genoemd. Men kan immers niets meer doen dat enige relevantie voor het eigen heil heeft als alles al is vastgelegd in de verkiezing of verwerping. Ook vandaag de dag is deze lijdelijke houding in de bevindelijk gereformeerde gezindte bij veel mensen verankerd in hun manier van denken. Calvijn verwierp deze opvatting en spoorde de mensen aan hard te werken.
Door de eeuwen heen zijn er ten aanzien van de menselijke wil, respectievelijk het vaststaand handelen van God, uiteenlopende visies ontwikkeld. Dit is mede een gevolg van het bestaan van verschillende tegenstrijdige, of tegenstrijdig lijkende, Bijbelteksten. Zo zou men uit de Romeinenbrief 2 vers 5 - 11 kunnen lezen dat de mens wordt beoordeeld naar de praktijk van zijn leven, naar zijn eigen werken en besluiten. Een aantal hoofdstukken verder, Romeinen 8 : 28 - 30 en 9: 11 - 18 schrijft dezelfde auteur over God die wil en kiest.